# Olindias tenuis
Olindias tenuis es una especie de hidrozoo de la familia Olindiidae.
Se distribuye en el Atlántico occidental: Belice, México, Estados Unidos y Canadá.